# Fanfare Broekhuizenvorst en Ooyen
Fanfare Broekhuizenvorst en Ooyen is een fanfare uit Broekhuizenvorst, Noord-Limburg, opgericht op 25 maart 1879.
De vereniging telt circa 55 leden en heeft een fanfareorkest, een muziekensemble en een jeugdorkest. De fanfare komt uit in de 2e divisie van de Limburgse Bond van Muziekgezelschappen, onderdeel van de landelijke Koninklijke Nederlandse Muziek Organisatie (KNMO). Het orkest onder leiding van Geert Schrijvers telt op dit moment circa 40 muzikanten en een 15-tal leden in opleiding.
Leden van de fanfare vormden in 1962 de Vorster Kapel. Deze trad voornamelijk op in de eigen regio. In 1975 werd deze landelijk bekend door de begeleiding van Joost Nuissl op zijn nummer "Ik ben blij dat ik je niet vergeten ben". De plaat bereikte de 7e positie in de Nederlandse Top 40 en de 6e positie in de Nationale Hitparade.De kapel is in 2007 opgeheven.